# Wahlen zum Senat der Vereinigten Staaten 1950
Die Wahlen zum Senat der Vereinigten Staaten 1950 zum 82. Kongress der Vereinigten Staaten fanden am 7. November statt. Sie waren Teil der Wahlen in den Vereinigten Staaten an diesem Tag, der Halbzeitwahlen (engl. midterm elections) in der Mitte von Präsident Harry S. Trumans zweiter Amtszeit.
Zur Wahl standen die 32 Sitze der Klasse III, außerdem fanden 4 Nachwahlen für vorzeitig aus dem Amt geschiedene Senatoren statt. Hiervon waren 23 von Demokraten besetzt, 13 von Republikanern. 20 Amtsinhaber wurden wiedergewählt, davon 11 Demokraten und 9 Republikaner. Die Republikaner konnten 6 bisher von Demokraten gehaltene Sitze erobern, die Demokraten eroberten einen Sitz. Damit verbesserten sich die Republikaner von 42 auf 47 Sitze, die Demokraten konnten ihre Mehrheit knapp verteidigen, sie fielen von 54 Sitzen auf 49.
Der demokratische Senator von Kentucky Virgil Chapman starb im März 1951 bei einem Autounfall. Zu seinem Nachfolger wurde der Demokrat Thomas R. Underwood ernannt. Im April starb der republikanische Senator von Michigan Arthur H. Vandenberg, zu seinem Nachfolger wurde der Demokrat Blair Moody ernannt, so dass sich für die nächsten 16 Monate eine Mehrheit von 50 zu 46 für die Demokraten ergab. Im Juli 1952 starb der demokratische Senator Brien McMahon, dessen Nachfolge im August der Republikaner William A. Purtell antrat. Da Senator Wayne Morse, der 1950 als Republikaner gewählt worden war, sich 1952 von der Partei löste und für die nächsten zwei Jahre als Unabhängiger dem Senat angehörte, lag das Verhältnis der Parteien im Senat zum Ende des 82. Kongresses bei 49 Demokraten, 46 Republikanern und einem Unabhängigen.
Zu Veränderungen nach der Wahl siehe auch Liste der Mitglieder des Senats im 82. Kongress der Vereinigten Staaten.

## Ergebnis
| Staat                     | Amtierender Senator          | Partei       | Ergebnis                   | Neuer Senator          |
| ------------------------- | ---------------------------- | ------------ | -------------------------- | ---------------------- |
| Alabama                   | J. Lister Hill               | Demokrat     | wiedergewählt              | J. Lister Hill         |
| Arizona                   | Carl Hayden                  | Demokrat     | wiedergewählt              | Carl Hayden            |
| Arkansas                  | J. William Fulbright         | Demokrat     | wiedergewählt              | J. William Fulbright   |
| Colorado                  | Eugene Millikin              | Republikaner | wiedergewählt              | Eugene Millikin        |
| Connecticut, Klasse I     | William Benton, ernannt      | Demokrat     | bestätigt                  | William Benton         |
| Connecticut               | Brien McMahon                | Demokrat     | wiedergewählt              | Brien McMahon          |
| Florida                   | Claude Pepper                | Demokrat     | von Demokraten gehalten    | George Smathers        |
| Georgia                   | Walter F. George             | Demokrat     | wiedergewählt              | Walter F. George       |
| Idaho, Klasse II          | Henry Dworshak               | Republikaner | bestätigt                  | Henry Dworshak         |
| Idaho                     | Glen H. Taylor, ernannt      | Demokrat     | Zugewinn Republikaner      | Herman Welker          |
| Illinois                  | Scott W. Lucas               | Demokrat     | Zugewinn Republikaner      | Everett Dirksen        |
| Indiana                   | Homer E. Capehart            | Republikaner | wiedergewählt              | Homer E. Capehart      |
| Iowa                      | Bourke B. Hickenlooper       | Republikaner | wiedergewählt              | Bourke B. Hickenlooper |
| Kalifornien               | Sheridan Downey              | Demokrat     | Zugewinn Republikaner      | Richard Nixon          |
| Kansas                    | Harry Darby, ernannt         | Republikaner | von Republikanern gehalten | Frank Carlson          |
| Kentucky                  | Garrett L. Withers, ernannt  | Demokrat     | von Demokraten gehalten    | Earle C. Clements      |
| Louisiana                 | Russell B. Long              | Demokrat     | wiedergewählt              | Russell B. Long        |
| Maryland                  | Millard Tydings              | Demokrat     | Zugewinn Republikaner      | John M. Butler         |
| Missouri                  | Forrest C. Donnell           | Republikaner | Zugewinn Demokraten        | Thomas C. Hennings     |
| Nevada                    | Pat McCarran                 | Demokrat     | wiedergewählt              | Pat McCarran           |
| New Hampshire             | Charles W. Tobey             | Republikaner | wiedergewählt              | Charles W. Tobey       |
| New York                  | Herbert H. Lehman            | Demokrat     | wiedergewählt              | Herbert H. Lehman      |
| North Carolina, Klasse II | Frank Porter Graham, ernannt | Demokrat     | von Demokraten gehalten    | Willis Smith           |
| North Carolina            | Clyde R. Hoey                | Demokrat     | wiedergewählt              | Clyde R. Hoey          |
| North Dakota              | Milton Young                 | Republikaner | wiedergewählt              | Milton Young           |
| Ohio                      | Robert A. Taft               | Republikaner | wiedergewählt              | Robert A. Taft         |
| Oklahoma                  | Elmer Thomas                 | Demokrat     | von Demokraten gehalten    | A. S. Mike Monroney    |
| Oregon                    | Wayne Morse                  | Republikaner | wiedergewählt              | Wayne Morse            |
| Pennsylvania              | Francis J. Myers             | Demokrat     | Zugewinn Republikaner      | James H. Duff          |
| Rhode Island, Klasse I    | Edward L. Leahy, ernannt     | Demokrat     | von Demokraten gehalten    | John O. Pastore        |
| South Carolina            | Olin D. Johnston             | Demokrat     | wiedergewählt              | Olin D. Johnston       |
| South Dakota              | John Chandler Gurney         | Republikaner | von Republikanern gehalten | Francis H. Case        |
| Utah                      | Elbert D. Thomas             | Demokrat     | Zugewinn Republikaner      | Wallace F. Bennett     |
| Vermont                   | George Aiken                 | Republikaner | wiedergewählt              | George Aiken           |
| Washington                | Warren G. Magnuson           | Demokrat     | wiedergewählt              | Warren G. Magnuson     |
| Wisconsin                 | Alexander Wiley              | Republikaner | wiedergewählt              | Alexander Wiley        |

- ernannt: Senator wurde als Ersatz für einen ausgeschiedenen Senator ernannt, Nachwahl nötig.
- wiedergewählt: ein gewählter Amtsinhaber wurde wiedergewählt.
- bestätigt: ein als Ersatz für einen ausgeschiedenen Senator ernannter Amtsinhaber wurde bestätigt.